# John Dilleshaw
John Dilleshaw (* 1896 nahe New Hope, Georgia; † 1941), auch bekannt als Seven Foot Dilly, war ein US-amerikanischer Old-Time-Musiker und Gitarrist. Trotz seines Namens war er nicht sieben Fuß hoch, aber für damalige Verhältnisse ein groß gewachsener Mann.

## Leben

### Kindheit und Jugend
John Dilleshaw wurde nahe dem Dorf New Hope im Paulding County, nordwestlich von Atlanta, geboren. In seiner späten Jugend erlitt er am Fuß eine Schussverletzung und während seiner Genesung begann er, Gitarre zu erlernen. Motiviert wurde er dabei von einem lokalen schwarzen Musiker namens Bill Turner. Bereits kurz danach spielte Dilleshaw mit anderen Musikern aus dem County zusammen. Ein Zeitgenosse Dilleshaws beschrieb seine Fähigkeiten später so: „You ain’t never heard a guitar picker like him. He wasn’t no extra singer, but he was real on the guitar. Them old timers didn’t go in for foolishness. They went for the sound of them boxes.“
Um 1912 zog die Familie nach Hiram, Georgia, wo Dilleshaw die Familie Kiker kennenlernte. 1918 heiratete er die Tochter Opal und nahm später ihren Bruder Harry mit in seine Band auf.

### Karriere
Um 1925 war Dilleshaw regelmäßig zusammen mit dem Gitarristen Charles S. Brook (anderen Quellen nach auch Brooks) auf dem Radiosender WSB in Atlanta zu hören. Die Stadt war damals das Zentrum der Georgia Old-Time Music und auch Anlaufpunkt für verschiedene Plattenlabels, die dort mobile Aufnahmestudios installiert hatten und Künstler aller Genres, vor allem aber ländliche Musiker, aufnahmen. Tagsüber arbeitete Dilleshaw bei der städtischen Feuerwehr, während er abends und vor allem am Wochenende im Radio auftrat und auch mit der Dixie String Band spielte.
1929 gründete Dilleshaw seine eigene Band, die oft unter dem Namen Seven Foot Dilly and his Dill Pickles auftrat. Die Gruppe bestand neben Dilleshaw aus Harry Kiker (Fiddle), Pink Lindsey (Bass) und dessen Sohn Shorty (Tenor-Banjo). Als im März 1929 OKeh Records ein Team nach Atlanta sandte, um lokale Gruppen aufzunehmen, machten Dilleshaw und Pink Lindsey die ersten Aufnahmen. Erwähnenswert ist unter anderem das Gitarrenstück Spanish Fandango. Veröffentlicht wurden die Platten unter dem Namen John Dilleshaw & The String Marvel (das „String Marvel“ war Lindsey).
1930, als die Skillet Lickers einen „Stringband-Boom“ auslösten, kam Dilleshaw bei Vocalion Records unter. Mit seiner Band spielte er nun Sketche wie The Square Dance Fight oder A Fiddler’s Tryout in Georgia ein, nahm auch mit Fiddler A.A. Gray einige Titel auf oder experimentierte mit Blues-Nummern, die aber sinnlose Texte mit sich brachten.
Im November 1930 machte Dilleshaw seine letzten Aufnahmen für Vocalions Mutterlabel Brunswick Records. Als Atlantas Stellung als Musikzentrum schwand, ging auch Dilleshaws Erfolg. Er spielte weiterhin in der Umgebung von Atlanta, gab die Musik aber 1940 wegen Krankheit auf. Er starb 1941.

## Diskografie
| Jahr                    | Titel | #                 | Anmerkungen                                                                                   |
| ----------------------- | --- | ----------------- | --------------------------------------------------------------------------------------------- |
| OKeh Records            | |                   |                                                                                               |
| 1929                    | Cotton Patch Rag / Spanish Fandango                                                                             | OK 45328          | als John Dilleshaw and the String Marvel                                                      |
| Vocalion Records        | |                   |                                                                                               |
| 1930                    | The Square Dance Fight on Top Ball Mountain, Pt. 1 / The Square Dance Fight on Top Ball Mountain, Pt. 2         | 5419              |                                                                                               |
| 1930                    | Sand Mountain Drag / Bust Down Stomp                                                                            | 5421              | als Dilly and his Dill Pickles                                                                |
| 1930                    | Tallapoosa Bound / Streak O’Lean - Streak O’Fat                                                                 | 5430              | mit A.A. Gray                                                                                 |
| 1930                    | A Fiddler’s Tryout in Georgia, Pt. 1 / A Fiddler’s Tryout in Georgia, Pt. 2                                     | 5432              |                                                                                               |
| 1930                    | Georgia Bust Down / Pickin' Off Peanuts                                                                         | 5436              | als Dilly and his Dill Pickles                                                                |
| 1930                    | Lye Soap / Hell Amongst the Yearnings                                                                           | 5446              | als Dilly and his Dill Pickels                                                                |
| 1930                    | A Georgia Barbecue at Stone Mountain, Pt. 1 / A Georgia Barbecue at Stone Mountain, Pt. 2                       | 5454              |                                                                                               |
|                         | Nigger Baby / The Old Ark’s A-Moving                                                                            | 5458              | mit A.A. Gray                                                                                 |
|                         | Farmer’s Blues / Walkin' Blues                                                                                  | 5459              |                                                                                               |
| Brunswick Records       | |                   |                                                                                               |
|                         | A Bootlegger’s Joint in Atlanta, Pt. 3 / A Bootlegger’s Joint in Atlanta, Pt. 4                                 | 489               | als Seven Foot Dilly                                                                          |
|                         | Kenesaw Mountain Rag / Bibb County Hoe Down                                                                     | 575               | als Seven Foot Dilly and his Dill Pickles                                                     |
| Unveröffentlichte Titel | |                   |                                                                                               |
| 1929                    | - Where The River Shannon Flows - Bad Lee Brown                                                                 | OKeh Records      | diese Titel sind Demos und waren eigentlich unbetitelt; die Titel wurden nachträglich gegeben |
| 1930                    | - Down the River We Go - She Had a Little Pig - Aunt Mandy’s Barn Dance, Pt. 1 - Aunt Mandy’s Barn Dance, Pt. 2 | Brunswick Records |                                                                                               |